# Daniel Ganjaman
Daniel Sanches Takara, mais conhecido como Daniel Ganjaman (São Paulo, 21 de abril de 1978), é um produtor musical, engenheiro de áudio e músico brasileiro.
É conhecido por seus trabalhos com Sabotage, Criolo, BaianaSystem entre muitos outros, tendo 4 trabalhos indicados ao Grammy Latino (sendo um vencedor) e crédito em alguns Discos de Ouro.

## Biografia

### Produção Musical
Filho do músico aposentado Claudio Takara (hoje proprietário do estúdio El Rocha), Daniel desde criança manteve contato com diversos equipamentos de áudio e instrumentos musicais. Em meados dos anos 90 tocou guitarra, baixo e cantou em algumas bandas de punk e hardcore paulistas, além de atuar ativamente na produção de eventos dessa cena cultural.
Em 1997, ao lado de seu pai e irmãos (Fernando Sanches e Maurício Takara), Ganjaman abriu o estúdio El Rocha, onde deu os primeiros passos como produtor, trabalhando com várias bandas do cenário independente paulistano e muitos dos trabalhos produzidos nessa época nem chegavam a ser creditados. Sua relação profissional com o rap estreitou graças a seu contato com o DJ Nuts e Zé Gonzales, com os quais produziu alguns trabalhos em parceria.
Seu primeiro grande trabalho foi na direção musical da banda do cantor, compositor e percussionista Otto, saindo em turnê na divulgação do primeiro disco do pernambucano, o "Samba pra Burro", e se apresentando em importantes festivais, como o Central Park Summerstage em Nova York, Roskilde Festival na Dinamarca e Transmusicales na França. 
No início do ano 2000, foi convidado a participar da produção do disco “A invasão do sagaz homem fumaça” (CHAOS/SONY Music) da banda carioca Planet Hemp. Após o término da gravação, se juntou ao grupo para fazer a turnê do disco que durou pouco mais de um ano, passando por praticamente todas as capitais brasileiras, Estados Unidos e Japão. Paralelo às atividades com o Planet Hemp, Daniel Ganjaman e Zé Gonzales produziram o clássico disco do Sabotage “Rap é Compromisso” (Cosa Nostra), à convite de Mano Brown, Família RZO e Rappin' Hood. Foi o maior impulso de divulgação do trabalho de produção da dupla.
Outro trabalho com que Daniel se envolveu foi Homem-Espuma (2006), o segundo álbum do Mombojó. O grupo de Recife, que teve uma tímida estreia dois anos antes, conseguiu conquistar seu espaço e sair do circuito alternativo que habitava até então.
Em 2011, Ganjaman ganhou destaque pela produção do álbum "Nó na Orelha", do cantor e compositor Criolo, que ganhou diversos prêmios de disco do ano pela crítica especializada, entre eles o Video Music Brasil da MTV Brasil.
Nos anos de 2017, 2018 e 2019, Ganjaman teve quatro trabalhos indicados ao Grammy Latino, dentre eles o vencedor de "melhor álbum de Rock ou de Música Alternativa em Língua Portuguesa" de 2019 com o disco "O Futuro Não Demora" de BaianaSystem.
Em 2021, lança o selo musical El Rocha Records.

### Instituto
Criado em 2001, o Instituto é um núcleo de produção resultado da parceria de Daniel com Rica Amabis e Tejo Damasceno, também produtores musicais. Juntos lançaram em 2002 o álbum "Coleção Nacional", que reúne grandes nomes da música independente brasileira em parcerias inéditas e exclusivas, sob o comando dos três produtores. Já no formato de banda para os shows do Instituto, Ganjaman teve a oportunidade de rodar a Europa em renomados festivais, como Sonar, em Barcelona, e ter acesso a discos que jamais encontraria em sebos brasileiros. Na banda, Ganjaman tocava teclado, guitarra e cantava.

### Seleta Coletiva
A Seleta Coletiva é uma festa realizada no Studio SP em São Paulo, desde 2006, e administrada por Ganjaman. A festa reúne artistas que de alguma forma, fizeram ou fazem parte do universo do núcleo de produção Instituto. Durante 2009 e 2010, a Seleta Coletiva se transformou num laboratório para outros formatos de shows, tendo sempre o Instituto como banda base. Nesse período foram realizados shows com temas dedicados a música Africana, Soul, Jazz, Funk, Reggae entre outros, sempre trazendo diferentes convidados como Carlos Dafé, Thalma de Freitas, Marku Ribas, Tulipa Ruiz, Kamau, Emicida, Criolo, Sombra, Flora Matos, Kiko Dinucci, Rodrigo Campos, entre muitos outros. Nesse novo formato, a Seleta Coletiva foi eleita a “melhor festa de MPB” do ano de 2009, segundo enquete realizada pelo Guia da Folha, do jornal Folha de S.Paulo.

### Baile do Ganja
Em decorrência da pandemia de Covid-19 e a necessidade de isolamento social, todos os eventos e shows presenciais foram cancelados, no mundo todo. Com o intuito de promover conteúdo on-line e incentivar as pessoas a permanecerem em casa, nasce de forma totalmente despretensiosa o Baile do Ganja. Apesar da proximidade com os toca-discos, Ganjaman faz questão de dizer que não é DJ mas foi pioneiro nas transmissões de Dj Set na plataforma Twitch no Brasil. Ao tornar essas apresentações periódicas (toda sexta, sábado e domingo), um público começou a formar-se em torno das transmissões, que acabou sendo batizado carinhosamente pelos frequentadores como Baile do Ganja. Trazendo um formato que mistura o DJ Set tradicional de clubes com a interação típica de DJs de rádio, o baile se tornou um ponto de encontro de pessoas durante esse período e segue ganhando espaço e seguidores ao longo de sua existência.

## Discos, Singles e DVDs
| Ano  | Álbum                                                                  | Atuação                                                                 |
| ---- | ---------------------------------------------------------------------- | ----------------------------------------------------------------------- |
| 2000 | SNJ - "Se Tu Lutas, Tu Conquistas"                                     | Produtor, Músico                                                        |
| 2000 | 509-E - "Provérbios 13"                                                | Músico                                                                  |
| 2000 | Mamelo Sound System - "Mamelo Sound System"                            | Músico                                                                  |
| 2000 | Planet Hemp - "A Invasão do Sagaz Homem Fumaça"                        | Músico, Compositor, Autor                                               |
| 2000 | Sabotage - "Rap É Compromisso"                                         | Produtor, Músico                                                        |
| 2001 | Seu Jorge - "Samba Esporte Fino"                                       | Produtor (Faixa "Em Nagoya eu vi Eriko"), Músico                        |
| 2001 | Clube do Balanço - "Swing e Samba-Rock"                                | Produtor, Mixagem                                                       |
| 2001 | Ivo Meirelles - "Samba Soul"                                           | Mixagem                                                                 |
| 2001 | Otto - "Condom Black"                                                  | Músico                                                                  |
| 2001 | SP Funk - "O Lado B do Hip-Hop"                                        | Músico                                                                  |
| 2001 | Planet Hemp - "MTV ao Vivo"                                            | Gravação                                                                |
| 2001 | Instituto - "Coleção Nacional"                                         | Produtor, Autor, Gravação, Mixagem, Músico                              |
| 2001 | Instituto e Sabotage - "trilha sonora do filme O Invasor"              | Produtor, Autor, Gravação, Mixagem, Músico                              |
| 2002 | Racionais MC's - "Nada como um Dia após o Outro Dia"                   | Músico, Gravação, Mixagem, Músico                                       |
| 2002 | MV Bill - "Declaração de Guerra"                                       | Produtor, Gravação, Mixagem, Músico                                     |
| 2002 | Nega Gizza - "Na Humildade"                                            | Produtor, Gravação, Mixagem, Músico                                     |
| 2002 | Nação Zumbi - "Nação Zumbi"                                            | Produtor, Gravação, Músico                                              |
| 2002 | Eddie - "Original Olinda Style"                                        | Músico                                                                  |
| 2002 | Ultramen - "o Incrível Caso da Música que Encolheu e Outras Histórias" | Produtor, Gravação, Mixagem                                             |
| 2002 | Zeca Baleiro - "Pet Shop Mundo Cão"                                    | Músico                                                                  |
| 2003 | Charlie Brown Jr. - "Acústico MTV"                                     | Músico                                                                  |
| 2003 | Lúcio Maia e Jorge du Peixe - trilha sonora do filme "Amarelo Manga"   | Produtor, Gravação, Mixagem, Músico, Autor                              |
| 2003 | Flu - "No Flu do Mundo"                                                | Produtor, Gravação, Mixagem, Músico, Autor                              |
| 2003 | Bonsucesso Samba Clube - "Bonsucesso Samba Clube"                      | Produtor, Gravação, Mixagem, Músico                                     |
| 2003 | BNegão & os Seletores de Frequência - "Enxugando Gelo"                 | Músico, Autor                                                           |
| 2004 | Helião e Negra Li - "Guerreiro, Guerreira"                             | Produtor, Autor, Músico                                                 |
| 2005 | Forgotten Boys - "Stand By The Dance"                                  | Produtor, Gravação, Mixagem, Músico                                     |
| 2005 | Curumin - "Achados E Perdidos"                                         | Produtor, Mixagem, Músico, Autor (Faixa "Índio Dança Na Roda")          |
| 2005 | Instituto - "Selo Instituto na Coleta Seletiva"                        | Produtor, Gravação, Mixagem, Músico                                     |
| 2005 | Clube do Balanço - "Samba incrementado"                                | Mixagem                                                                 |
| 2005 | Cidadão Instigado - "Método Túfo de Experiências"                      | Músico`                                                                 |
| 2005 | Otto - "MTV Apresenta"                                                 | Arranjos, Músico                                                        |
| 2005 | Natiruts - "Nossa Missão"                                              | Músico                                                                  |
| 2006 | Vários Artistas - CD e DVD Tributo a Bezerra da Silva                  | Produtor, Gravação, Mixagem                                             |
| 2006 | Mombojó - "Homem-espuma"                                               | Produtor, Gravação, Mixagem                                             |
| 2006 | Z'África Brasil - "Tem Cor Age"                                        | Produtor, Gravação, Mixagem                                             |
| 2006 | Ratos de Porão - "Homem Inimigo do Homem"                              | Mixagem                                                                 |
| 2006 | Bid - "Bambas e Biritas" Vol.1                                         | Músico                                                                  |
| 2008 | Renegado - "Do Oiapoque a Nova Iorque"                                 | Produtor, Autor, Gravação, Mixagem, Músico                              |
| 2008 | Curumin - "Japan Pop Show"                                             | Produtor, Mixagem, Músico, Autor (Faixa "Fumanchu")                     |
| 2008 | Kamau - "Non Ducor Duco"                                               | Músico                                                                  |
| 2008 | Iara Rennó - "Macunaíma Ópera Tupi"                                    | Produtor, Gravação, Mixagem, Músico (Faixa "Valei-me")                  |
| 2009 | Lua - Remixes                                                          | Produtor, Gravação, Mixagem                                             |
| 2010 | Mano Brown e Jorge Ben Jor - "Ponta de Lança Africano" (Umbabarauma)   | Produtor, Arranjos, Gravação, Mixagem, Músico                           |
| 2010 | CPM 22 - "Depois de um Longo Inverno"                                  | Músico, Arranjos                                                        |
| 2010 | Ponto de Equilíbrio - "Dia após dia Lutando"                           | Mixagem                                                                 |
| 2010 | Marcelo Camelo - "MTV ao Vivo"                                         | Gravação                                                                |
| 2011 | Forfun - "Alegria Compartilhada"                                       | Produtor, Arranjos, Gravação, Mixagem, Músico                           |
| 2011 | Anelis Assumpção - "Sou Suspeita Estou Sujeita Não Sou Santa"          | Músico                                                                  |
| 2011 | Criolo - "Nó na Orelha"                                                | Produtor, Arranjos, Gravação, Mixagem, Músico                           |
| 2011 | Bid - "Bambas Dois"                                                    | Músico                                                                  |
| 2012 | Mão De Oito - "Um Dia Que Já Vem"                                      | Produtor, Arranjos, Gravação, Mixagem, Músico                           |
| 2012 | Tulipa Ruiz - "Tudo Tanto"                                             | Músico                                                                  |
| 2013 | Criolo e Emicida - ao vivo (DVD e CD)                                  | Produtor, Arranjos, Músico                                              |
| 2013 | Thiago França - "Malagueta, Perus e Bacanaço"                          | Músico                                                                  |
| 2013 | CPM 22 - Acústico                                                      | Músico, Arranjos                                                        |
| 2013 | Sombra - "Fantástico Mundo Popular"                                    | Músico                                                                  |
| 2013 | Criolo - "Duas de Cinco" (single)                                      | Produtor, Autor, Gravação, Mixagem, Músico                              |
| 2014 | Criolo - "Convoque seu Buda"                                           | Produtor, Diretor Artístico, Arranjos, Gravação, Músico                 |
| 2014 | Trummer Super Sub América                                              | Músico                                                                  |
| 2014 | Mukeka di Rato - Hitler's Dogs Stalin Rats                             | Produtor                                                                |
| 2015 | Criolo e Ivete Sangalo - "Viva Tim Maia"                               | Produtor, Arranjos, Gravação, Mixagem, Músico                           |
| 2015 | Rodrigo Ogi - "Rá"                                                     | Músico                                                                  |
| 2016 | Criolo - "Ainda Há Tempo"                                              | Produtor, Diretor Artístico, Arranjos, Gravação, Mixagem, Músico        |
| 2016 | BaianaSystem - "Duas Cidades"                                          | Produtor                                                                |
| 2016 | Sabotage - "Sabotage"                                                  | Produtor, Autor, Diretor Artístico, Arranjos, Gravação, Mixagem, Músico |
| 2016 | Síntese - "Trilha Para o Desencanto da Ilusão" Vol. 1: Amem            | Produtor, Autor, Diretor Técnico, Gravação, Músico                      |
| 2016 | Rael - "Coisas do Meu Imaginário"                                      | Produtor, Autor, Arranjos, Gravação, Mixagem, Músico                    |
| 2017 | Criolo - "Espiral de Ilusão"                                           | Produtor, Arranjos, Gravação, Mixagem                                   |
| 2017 | Planta e Raiz - “Exército Delirante”                                   | Produtor, Arranjos, Gravação, Mixagem                                   |
| 2018 | As Bahias e a Cozinha Mineira - “Bixa”                                 | Produtor, Arranjos, Gravação, Mixagem                                   |
| 2018 | Criolo - “Boca de Lobo” (Single)                                       | Produtor, Diretor Artístico, Arranjos, Gravação, Mixagem, Músico        |
| 2018 | Adonai - “Canção Proibida” (Single)                                    | Produtor, Gravação, Mixagem, Músico                                     |
| 2018 | Adonai - “Cresça” (Single)                                             | Produtor, Gravação, Mixagem, Músico                                     |
| 2019 | Criolo - “Etérea” (Single)                                             | Produtor, Diretor Artístico, Arranjos, Gravação, Mixagem, Músico        |
| 2019 | BaianaSystem - “O Futuro Não Demora”                                   | Produtor, Gravação, Mixagem                                             |
| 2020 | BaianaSystem e Antonio Carlos e Jocafi - “Miçanga” (Single)            | Produtor, Mixagem                                                       |
| 2020 | Milton Nascimento e Criolo - “Existe Amor”                             | Produtor, Gravação, Mixagem                                             |
| 2020 | Hot e Oreia - “Crianças Selvagens”                                     | Diretor Musical, Mixagem, Músico                                        |
| 2020 | Criolo - “Fellini” (Single)                                            | Diretor Musical, Mixagem                                                |
| 2020 | As Baías - “Drama Latino”                                              | Produtor, Arranjos, Gravação, Mixagem, Músico                           |
| 2020 | Marcelo D2 - "Assim Tocam Meus Tambores"                               | Músico                                                                  |
| 2021 | Maneva - “Caleidoscópico”                                              | Produtor, Gravação, Mixagem, Músico                                     |
| 2021 | BaianaSystem e BNegão - “Reza Forte” (Single)                          | Produtor, Mixagem                                                       |
| 2021 | BaianaSystem - "OxeAxeExu"                                             | Produtor, Mixagem, Músico                                               |
| 2022 | Tom Zé - "Lingua Brasileira"                                           | Produtor, Gravação, Mixagem, Músico                                     |
| 2022 | Criolo - "Sobre Viver"                                                 | Produtor, Gravação, Músico                                              |
| 2023 | Planet Hemp - "Jardineiros: A Colheita (Deluxe)"                       | Produtor, Gravação, Mixagem, Músico                                     |
| 2023 | Stefanie - "Meu Fechamento"                                            | Produtor, Gravação, Mixagem, Músico                                     |
| 2024 | Planet Hemp - "Baseado em Fatos Reais: 30 Anos de Fumaça"              | Produtor, Arranjos, Mixagem, Músico                                     |
| 2024 | Cidade Verde - "10 anos de Missão de Paz"                              | Produtor, Arranjos, Mixagem, Músico                                     |
| 2024 | Baiana System - "O Futuro Não Demora"                                  | Produtor, Arranjos, Gravação, Mixagem, Músico                           |
| 2025 | Stefanie - "BUNMI"                                                     | Produtor, Arranjos, Gravação, Mixagem, Músico                           |

## Trilhas sonoras - Cinema e Séries de TV
| Ano  | Título                                                            | Categoria        | Plataforma   | Atuação                                    |
| ---- | ----------------------------------------------------------------- | ---------------- | ------------ | ------------------------------------------ |
| 2002 | "O Invasor" dirigido por Beto Brant.                              | Ficção           | Cinema       | Colaborador de trilha sonora               |
| 2003 | "Seja o que Deus Quiser" dirigido por Murilo Salles               | Ficção           | Cinema       | Música original                            |
| 2006 | "A Ponte" dirigido por Roberto T. Oliveira e João Wainer          | Documentário     | Cinema       | Direção de trilha sonora e música original |
| 2010 | "Vidas Sobre Rodas" dirigido por Daniel Baccaro                   | Documentário     | Cinema       | Direção de trilha sonora e música original |
| 2013 | "Cidade Cinza" dirigido por Marcelo Mesquita e Guilherme Valiengo | Documentário     | Cinema       | Direção de trilha sonora e música original |
| 2019 | "Pico da Neblina - 1º temporada" dirigido por Quico Meirelles     | Série de Ficção  | HBO          | Direção de trilha sonora e música original |
| 2021 | "5X Comédia - 1º temporada" dirigido por Monique Gardenberg       | Série de Ficção  | Amazon Prime | Direção de trilha sonora e música original |
| 2022 | "Pico da Neblina - 2º temporada" dirigido por Quico Meirelles     | Série de Ficção  | HBO          | Direção de trilha sonora e música original |
| 2024 | "Bob Burnquist: A Lenda do Skate" dirigido por Daniel Baccaro     | Série documental | HBO          | Direção de trilha sonora e música original |